# Secrétaire général de l'Organisation de l'unité africaine
Le secrétaire général était chef du secrétariat de l'Organisation de l'unité africaine.  

## Liste
| N°   | Portrait | Président                  | Début de mandat   | Fin de mandat     | Pays          | Région             |
| ---- | -------- | -------------------------- | ----------------- | ----------------- | ------------- | ------------------ |
| -    |          | Kifle Wodajo (par intérim) | 25 mai 1963       | 21 juillet 1964   | Éthiopie      | Afrique de l'Est   |
| 1    |          | Diallo Telli               | 21 juillet 1964   | 15 juin 1972      | Guinée        | Afrique de l'Ouest |
| 2    |          | Nzo Ekangaki               | 15 juin 1972      | 16 juin 1974      | Cameroun      | Afrique centrale   |
| 3    |          | William Eteki              | 16 juin 1974      | 21 juillet 1978   | Cameroun      | Afrique centrale   |
| 4    |          | Edem Kodjo                 | 21 juillet 1978   | 12 juin 1983      | Togo          | Afrique de l'Ouest |
| 5    |          | Peter Onu (par intérim)    | 12 juin 1983      | 20 juillet 1985   | Nigeria       | Afrique de l'Ouest |
| 6    |          | Idé Oumarou                | 20 juillet 1985   | 19 septembre 1989 | Niger         | Afrique de l'Ouest |
| sept |          | Salim Ahmed Salim          | 19 septembre 1989 | 17 septembre 2001 | Tanzanie      | Afrique de l'Est   |
| 8    |          | Amara Essy                 | 17 septembre 2001 | 19 juillet 2002   | Côte d'Ivoire | Afrique de l'Ouest |